# Kate Allen (landhockeyspelare)
Kate Allen, född den 28 februari 1974 i Adelaide, Australien, är en australisk landhockeyspelare.
Hon tog OS-guld i damernas landhockeyturnering i samband med de olympiska landhockeytävlingarna 2000 i Sydney.